# タブー (香水)
タブー（Tabu）は、フランスの調香師ジャン・カールが1931年につくった女性用の香水である。1932年にダナ社から発売された。

## 起源
タブーの名称は、ダナ社の創業者であるセラがスペイン内乱で母国を離れニースの海岸を散歩していたときに、フロイトの著書『トーテムとタブー』を目にしたことから思い付いたという。
香水メーカーのハウス・オブ・ダナは、1932年に弁護士のハビエル・セラ（Javier Serra）によってスペインのバルセロナに設立された。その後、パリに本社を置いた。第二次世界大戦でフランスがドイツの占領下となった1940年、アメリカに移転した。
ジャン・カールは、ニナ・リッチ、クリスチャン・ディオール、エルザ・スキャパレッリ、クリストバル・バレンシアガなどのファッションハウスと関連する会社であるルール・ベルトランで働いていた。
タブーは「オリエンタル」な香りの草分け的な存在とされ、それは後の「Tuvara」（1948年）や「Youth Dew」（1951年）の原型となった。

## 材料
カールは、パチョリを非常に多量（10％）に使用し、クローブ（カーネーション）、オークモス、ベンゾイン（バニラの効果）と組み合わせた。その他のノート（en:Note_(perfumery)）には、ベルガモット、ネロリ、オレンジ、コリアンダー、水仙、クローバー、ローズ、イランイラン、ジャスミン、シダー、サンダルウッド、ベチバー、シベット、アンバー、ムスクなどがある。おそらくダナはカールに「娼婦がつけるような香水を作ってほしい」と依頼した。

## 広告

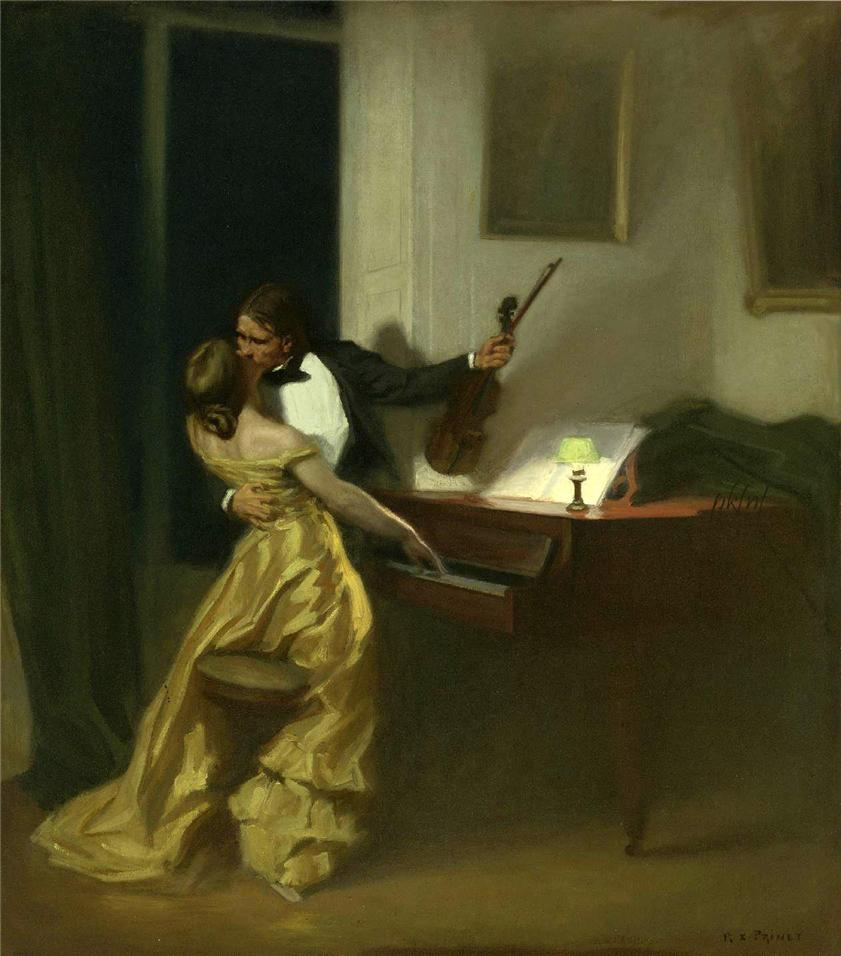
プリネ作の、タブーの広告に使われたクロイツェル・ソナタの絵画

タブーの印刷広告には長い間、レフ・トルストイの同名小説に触発されたルネ＝グザヴィエ・プリネ（René-Xavier Prinet）の1901年の絵画「クロイツェル・ソナタ」（en:The_Kreutzer_Sonata_(painting)）を再現したものが使われてきた。絵画は、情熱に圧倒され、演奏を中断して伴奏者の女性を抱きしめるヴァイオリニストを描いている。広告のキャッチフレーズは、「タブー、禁断の香り」（"Tabu, the forbidden fragrance"）で、人々はその広告を見て、抱き合うカップルと香りを結びつけた。
日本においても戦中から戦後にわたり、プリネ作のポスターがよく盗まれたという。

## ギャラリー

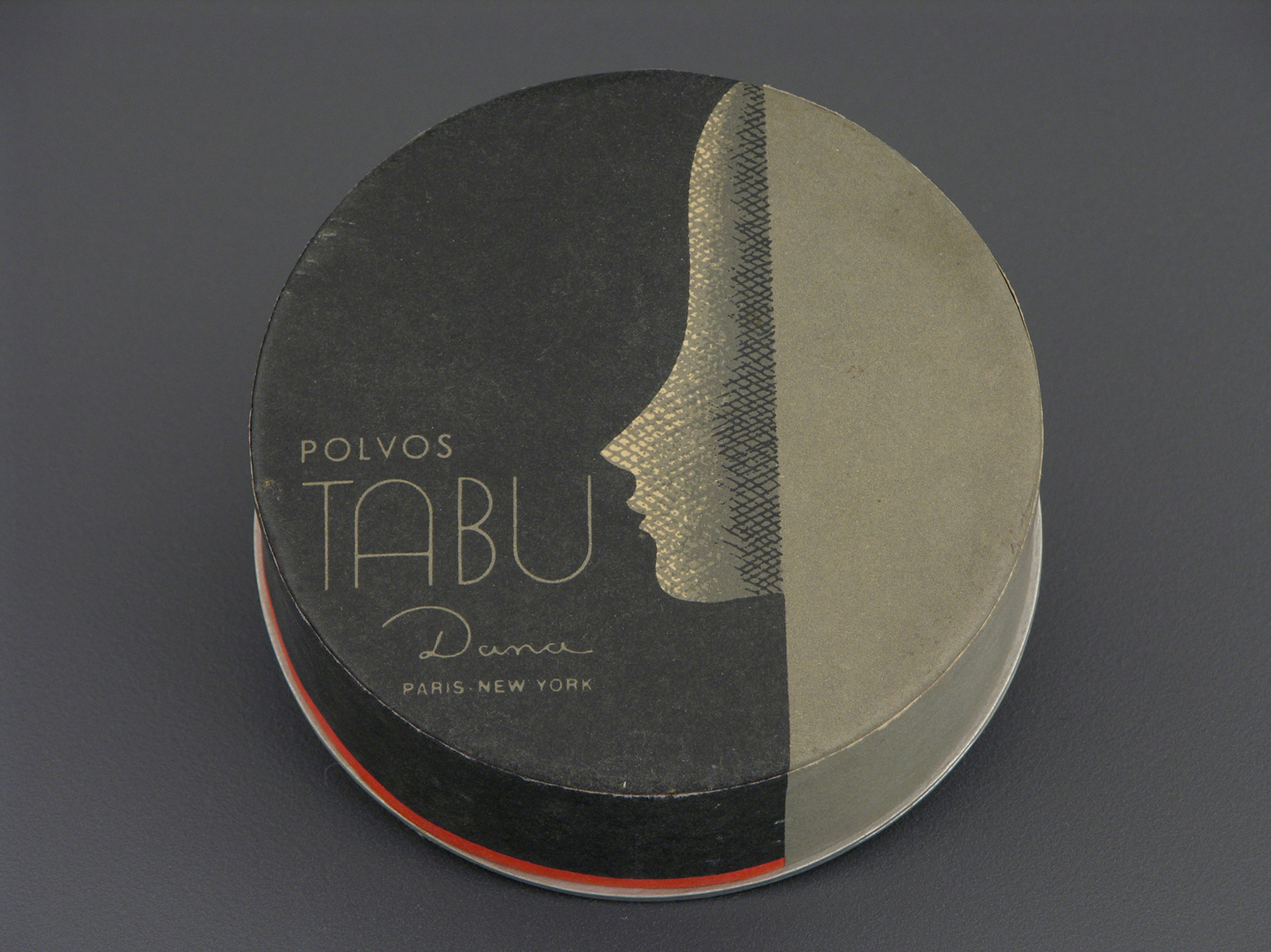
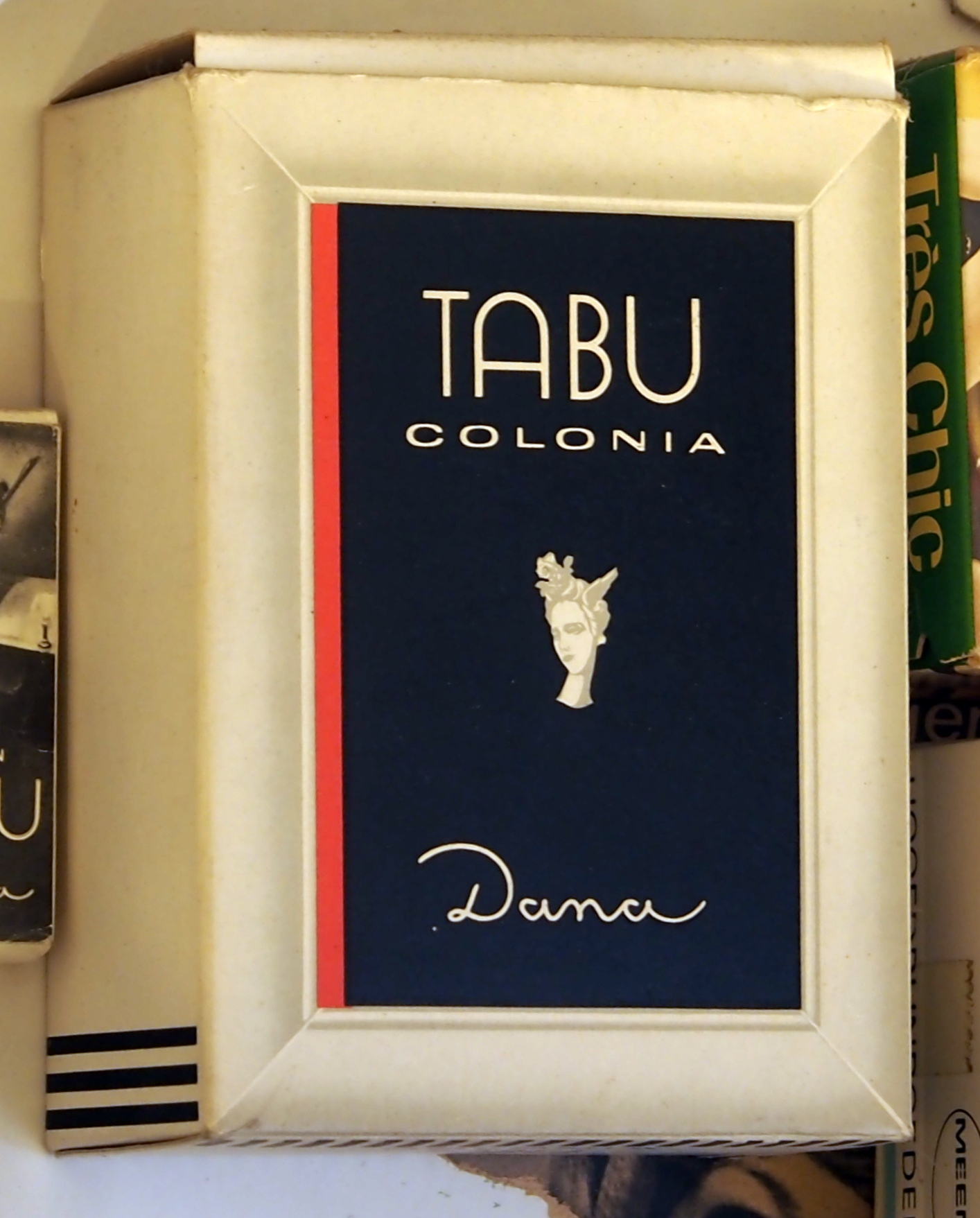